# ジョン・パーネル (初代準男爵)
初代準男爵サー・ジョン・パーネル（英語: Sir John Parnell, 1st Baronet、1720年ごろ – 1782年4月14日）は、アイルランド王国の政治家。1761年から1782年までメアリーバラ選挙区の代表としてアイルランド庶民院議員を務めた。19世紀のアイルランド議会党党首チャールズ・スチュワート・パーネルの男系の先祖にあたる。

## 生涯
裁判官ジョン・パーネル（1727年7月2日没、トマス・パーネルの息子）と妻メアリー（トマス・ウィットシェッドの娘、ウィリアム・ウィットシェッドの姉妹）の息子として、おそらく1720年ごろに生まれた。ダブリン大学トリニティ・カレッジで教育を受け、1740年にB.A.の学位を修得した。1744年のヒラリー学期にキングズ・インズで弁護士資格免許を取得した。
1753年にクイーンズ・カウンティ県長官を務めた後、1761年から1782年に死去するまでメアリーバラ選挙区の代表としてアイルランド庶民院議員を務めた。1766年11月3日付の特許状で準男爵に叙された。
1782年4月14日にチェスターで死去、息子ジョンが準男爵位を継承した。

## 家族
1744年3月7日、アン・ウォード（Anne Ward、1795年4月没、マイケル・ウォードの次女）と結婚、1男をもうけた。
- ジョン（1744年12月25日 – 1801年12月5日） - 第2代準男爵[2]